# Kleines Karibisches Trichterohr
| 3 | · | 1 | · | 3 | · | 3 | = 40 |

Das Kleine Karibische Trichterohr (Chilonatalus micropus) ist eine Fledermaus in der Familie der Trichterohren (Natalidae), die in der Karibik vorkommt. Die Art wurde bis zum Jahr 2003 in der Gattung Natalus gelistet. Ihre Schwesterart ist das Kleine Bahama-Trichterohr (Chilonatalus tumidifrons), mit der sie zusammen die Gattung Chilonatalus bildet. Das Artepitheton im wissenschaftlichen Namen ist Latein für „kleiner Fuß“.

## Merkmale
Mit einer Unterarmlänge von 31 bis 36 mm sowie einem Gewicht von 2 bis 3 g ist das Kleine Karibische Trichterohr die kleinste Fledermaus der Neuen Welt. Sie besitzt wie andere Familienmitglieder große trichterförmige Ohren und ein kleines Nasenblatt, das mit Haaren bedeckt ist. Die Art hat lange, schmale Flügel und einen Schwanz, der vollständig von der Schwanzflughaut umschlossen wird. Das lange, dichte Fell wird oberseits aus Haaren gebildet, die an der Basis gelbbraun sind und eine rotbraune Spitze besitzen. Die Unterseite ist mit einheitlich gelbbraunem Fell bedeckt.
Unter der Unterlippe kommt eine weitere nackte Hautfalte vor. Das Kleine Karibische Trichterohr hat auf jeder Seite im Ober- und Unterkiefer drei Schneidezähne, wobei sich zwischen dem Zweiten und dem Dritten eine Lücke (Diastema) befindet. Weiterhin sind die kleinen Eckzähne freigestellt. Die Prämolaren stehen eng beieinander und die drei Molaren gleichen sich in der Konstruktion.

## Verbreitung
Diese Fledermaus kommt auf Kuba, Jamaika, Hispaniola sowie auf der kolumbianischen Inselgruppe San Andrés und Providencia vor. Auf Wanderungen erreicht sie gelegentlich die Ostküste Mittelamerikas. Zum bevorzugten Habitat gibt es keine Angaben.

## Lebensweise
Kolonien von mehreren hundert Exemplaren ruhen zusammen in Höhlen, Bergwerksstollen oder Tunneln. Sie jagen mit Hilfe der Echoortung fliegende Insekten. Weibchen, die mit einem Embryo trächtig waren, wurden zu unterschiedlichen Zeiten registriert.

## Status
Das Kleine Karibische Trichterohr reagiert wie andere Fledermäuse empfindlich auf Störungen am Ruheplatz. Da nur eine begrenzte Anzahl geeigneter Höhlen vorhanden ist, wird die Art von der IUCN in der Vorwarnliste geführt (Near Threatened).